# Плодове (Калінінградська область)
Плодове (рос. Плодовое) — селище Славського району, Калінінградської області Росії. Входить до складу Ясновського сільського поселення.
Населення — 5 осіб (2015 рік).

## Населення
| 2002 | 2010 |
| ---- | ---- |
| 6    | ↘5   |